# ویروس پیسک رگبرگ میخک
ویروس پیسک رگبرگ میخک (انگلیسی: Carnation vein mottle virus) یا (CVMV) یک بیماری ویروسی است که به‌طور خاص گیاه میخک را آلوده می‌کند. این ویروس باعث ایجاد علائمی مانند لکه‌ها و رگه‌های زرد یا سبز کمرنگ روی برگ‌ها، کاهش رشد و ضعف کلی گیاه می‌شود. CVMV از طریق قلمه‌های آلوده و همچنین توسط شته‌ها منتقل می‌شود.
این ویروس متعلق به جنس Potyvirus در خانواده Potyviridae است و ژنوم آن از RNA تک رشته‌ای مثبت تشکیل شده است. CVMV در سراسر جهان در مناطقی که میخک کشت می‌شود، شیوع دارد و می‌تواند خسارات اقتصادی قابل توجهی به صنعت گل میخک وارد کند، زیرا باعث کاهش کیفیت و کمیت گل‌های تولیدی می‌شود.
در حال حاضر هیچ درمانی برای CVMV وجود ندارد. با این حال، می‌توان با استفاده از روش‌های پیشگیری مانند استفاده از قلمه‌های سالم، کنترل شته‌ها و حذف گیاهان آلوده، از شیوع آن جلوگیری کرد. همچنین، انتخاب ارقام مقاوم به ویروس می‌تواند در کاهش خسارات ناشی از CVMV مؤثر باشد.